# Bocholt, Tyskland
Bocholt är en stad i Kreis Borken i Regierungsbezirk Münster i förbundslandet Nordrhein-Westfalen i Tyskland, vid Ĳssels biflod Aa, nära gränsen till Nederländerna.
Staden var tidigare känd för bomulls- och järnindustri. Den skadades svårt under andra världskriget. Bland stadens byggnader märks Sankt Georgskyrkan i gotik och rådhuset från 1500-talet.